# New Jersey Americans (calcio)
I New Jersey Americans sono stati una franchigia di calcio statunitense, con sede a New Brunswick, New Jersey.

## Storia
La franchigia venne fondata nel 1976 e iscritta all'American Soccer League. Nella stagione 1977 la squadra guidata da Manfred Schellscheidt vince il torneo, imponendosi in finale sui Sacramento Spirits; nello stesso campionato il centrocampista Ringo Cantillo ottiene il premio come miglior giocatore del torneo e l'attaccante José Neto il titolo di capocannoniere con 17 reti.
La squadra raggiunge le semifinali del torneo la stagione seguente. 
Nel giugno 1979 viene chiamato alla guida degli Americans Eddie Firmani, che firmò un contratto sino al 1982. Il presidente della ASL Craig Helfricht definì l'ingaggio di Firmani un "momento storico della lega".
La franchigia nella stagione 1980 viene trasferita a Miami dove chiude i battenti al termine di quel campionato. Negli Americans chiuse la carriera agonistica il grande Eusébio, che militò nella squadra dal 1978 al 1979.

## Allenatori
- 1976  Rich Melvin
- 1977-78  Manfred Schellscheidt
- 1979  Arthur Stewart
 Tom O'Dea (interim)[3]
 Eddie Firmani

## Palmarès
- American Soccer League: 1

1977